# سیدنی بومونت
سیدنی بومونت (انگلیسی: Sydney Beaumont; ۸ اکتبر ۱۸۸۴ – ۱۹۳۹ (۵۴−۵۵ سال)) بازیکن فوتبال اهل بریتانیا بود.
از باشگاه‌هایی که در آن بازی کرده‌است می‌توان به باشگاه فوتبال لینکولن سیتی، باشگاه فوتبال واتفورد، باشگاه فوتبال مرثر تاون، و باشگاه فوتبال پرستون نورث اند اشاره کرد.